# Drapeau de l'État de São Paulo
Le drapeau de l'État de São Paulo constitue l'un des symboles représentant l'État brésilien de São Paulo. Il a été imaginé et créé en 1888 par l'écrivain et linguiste Júlio Ribeiro, et officiellement adopté le 27 novembre 1946.